# Турн, Ханс Петер
Ханс Петер Турн (нем. Hans Peter Thurn, 1943) — немецкий социолог, историк искусства.

## Биография
Учился философии, социологии, литературоведению, истории искусств в Гейдельберге, Франкфурте, Кёльне. В настоящее время — профессор социологии в Дюссельдорфской академии художеств.

## Научные интересы
Автор работ по исторической социологии культуры и искусства, по социологии повседневности. Публикатор и исследователь трудов Рене Кёнига.

## Труды
- Der Roman der unaufgeklärten Gesellschaft (1973)
- Soziologie der Kunst (1973)
- Soziologie der Kultur (1976)
- Kritik der marxistischen Kunsttheorie (1976)
- Der Mensch im Alltag. Grundrisse einer Anthropologie des Alltagslebens (1980)
- Die Kultur der Sparsamkeit (1982)
- Künstler in der Gesellschaft. Eine empirische Untersuchung (1985)
- Kulturbegründer und Weltzerstörer. Der Mensch im Zwiespalt seiner Möglichkeiten (1990)
- Der Kunsthändler. Wandlungen eines Berufes (1994)
- Bildmacht und Sozialanspruch. Studien zur Kunstsozilogie (1997)
- Die Vernissage. Vom Künstlertreffen zum Freizeitvergnügen (1999)
- Kultur im Widerspruch. Analysen und Perspektiven (2001)
- Farbwirkungen. Soziologie der Farbe (2007)

## Признание
Труды Турна переведены на французский, испанский, итальянский языки.